# The Gypsy Lover
The Gypsy Lover è un cortometraggio muto del 1909 diretto da Lewin Fitzhamon.

## Trama
Un padre frusta la figlia perché si è sposata con uno zingaro e la chiude in casa. Lei chiede aiuto tramite un piccione.

## Produzione
Il film fu prodotto dalla Hepworth.

## Distribuzione
Distribuito dalla Hepworth, il film - un cortometraggio di 213 metri - uscì nelle sale cinematografiche britanniche nel settembre 1909.
Si conoscono pochi dati del film che, prodotto dalla Hepworth, fu distrutto nel 1924 dallo stesso produttore, Cecil M. Hepworth. Fallito, in gravissime difficoltà finanziarie, il produttore pensò in questo modo di poter almeno recuperare il nitrato d'argento della pellicola.